# Portugal Tal & Qual
Portugal Tal & Qual é um programa que faz um retrato sociológico do país atual, apresentado por Eládio Clímaco e interpretado por João Paulo Rodrigues e Pedro Alves, “Portugal Tal & Qual” aborda temas como o divórcio, fobias, relações de vizinhança, etc. Cada episódio tem a duração de vinte e cinco minutos.

## Guia de episódios
- 01.º - Vizinhos
- 02.º - Músicos Amadores
- 03.º - Intelectuais
- 04.º - Vendedores
- 05.º - Divórcios
- 06.º - Fobias
- 07.º - Extraterrestres
- 08.º - Empresários
- 09.º - Televisão
- 10.º - Vícios
- 11.º - Colecionismo
- 12.º - Oculto
- 13.º - Internet
- 14.º - Gastronomia
- 15.º - Crime
- 16.º - Moda